# Пояна-Тешад
Пояна-Тешад (рум. Poiana Tășad) — село у повіті Біхор в Румунії. Входить до складу комуни Копечел.
Село розташоване на відстані 413 км на північний захід від Бухареста, 23 км на південний схід від Ораді, 110 км на захід від Клуж-Напоки.

## Населення
За даними перепису населення 2002 року у селі проживали 207 осіб, усі — румуни. Усі жителі села рідною мовою назвали румунську.